# Куликов, Максим Сергеевич
Максим Сергеевич Куликов (род. 30 мая 1984 года, Саранск) — российский легкоатлет, специализирующийся в десятиборье. Чемпион Сурдлимпийских игр 2017 года. Трёхкратный бронзовый призёр Сурдлимпийских игр (2013, 2017). Многократный чемпион мира (2016, 2019), Европы (2016), России (2009, 2010, 2017, 2018, 2019, 2020, 2021, 2022, 2023, 2024) и Летний игр сурдлимпийцев «Мы вместе. Спорт» (2023) среди глухих. Заслуженный мастер спорта России (2013). Обладатель рекорда Европы и России среди глухих (2016).

## Биография
Максим Сергеевич Куликов родился 30 мая 1984 года в Саранске. В 2002 году окончил среднюю школу № 1 в селе Хомутово, в 2003 году — Иркутское профтехучилище-интернат для инвалидов по специальности «оператор ЭВМ», в 2008 году — ИрГТУ по специальности «прикладная информатика в экономике», в 2011 году — Иркутский филиал «РГУФКСМиТ» по специальности «Адаптивная физическая культура», а в 2014 году — по специальности «тренер-преподаватель по лёгкой атлетике».
Тренируется в ШВСМ "Школа высшего спортивного мастерства" и ЦСПСКИО "Центр спортивной подготовки по сборных команд Иркутской области" под руководством Сергея Юрьевича Ананьева и Ирины Николаевны Беловой
Входит в состав Сурдлимпийской сборной России.
В 2007 году был удостоен звания «Мастер спорта России».
В 2013 году был удостоен звания «Мастер спорта России международного класса».
На Сурдлимпийских играх 2013 года в Софии выиграл бронзовую медаль в десятиборье.
В 2017 году на Сурдлимпийских играх в Самсуне победил в десятиборье, а также завоевал две бронзовых медали — в беге на 110 метров с барьерами и прыжках в длину.
В 2023 году на Летних играх сурдлипийцев "Мы вместе. Спорт" в Уфе победил в беге на 110 метров с барьерами и эстафета 4 по 100 метров.
Награждён знаками «75 лет Иркутской области» (2012), «90 лет физкультурно-спортивной организации Иркутской области» (2013), «80 лет Иркутскому району» (2017).

## Основные результаты
| Год  | Соревнования        | Место проведения             | Дисциплина   | Место | Результат |
| ---- | ------------------- | ---------------------------- | ------------ | ----- | --------- |
| 2009 | Сурдлимпийские игры | Тайбэй, Китайская Республика | 100 м        | (q)   |           |
| 2009 | Сурдлимпийские игры | Тайбэй, Китайская Республика | эст. 4×100 м | 4     | 42,85     |
| 2013 | Сурдлимпийские игры | София, Болгария              | 110 м с/б    | (q)   |           |
| 2013 | Сурдлимпийские игры | София, Болгария              | десятиборье  | 3     | 5511      |
| 2017 | Сурдлимпийские игры | Самсун, Турция               | 110 м с/б    | 3     | 15,18     |
| 2017 | Сурдлимпийские игры | Самсун, Турция               | эст. 4×100 м | (q)   |           |
| 2017 | Сурдлимпийские игры | Самсун, Турция               | десятиборье  | 1     | 6256      |
| 2017 | Сурдлимпийские игры | Самсун, Турция               | длина        | 3     | 7,15 м    |